# Чума по дребните преживни животни
Вижте пояснителната страница за други значения на Чума.
Чума по дребните преживни животни (Ovine rinderpest, Peste des petits ruminants (PPR)) е високопатогенна инфекциозна болест по овцете и козите, характеризираща се с висока смъртност. Не боледуват хора.

## Исторически сведения за заболяването
Заболяването е регистрирано за пръв път през 1942 г. в Кот д'Ивоар, а по-късно и в съседните Гана, Того, Бенин и Нигерия.

## Разпространение
Заболяването е разпространено в страни от Африка, намиращи се в района, заключен между Тропика на рака и екватора, а така също и в Египет, Близкия изток и Индийския субконтинент. В Европа болестта е регистрирана в огнища в турската част на Тракия в непосредствена близост до България. В България първите случаи на болестта са констатирани през юни 2018 г. в ямболското село Воден, където са открити три нейни огнища. Заразата във Воден е и първият потвърден случай на болестта на територията на Европейския съюз.

## Етиология
Вирусът, причиняващ чумата по дребните преживни животни, принадлежи към групата на Парамиксовирусите. Той е близък в антигенно отношение с този, причиняващ чума по говедата, гана по кучетата и вирусите на морбили при хората и водните бозайници. В генетично отношение щамовете на вируса са организирани в четири групи – три в Африка и един в Азия.
Вирусът е чувствителен на алкохол, етер и повечето дезинфектанти, стабилен е при pH 4.0 – 10.0. Устойчив е на замразяване, а при температура от 60 °C за 60 минути.

## Възприемчивост
Най-чувствителни към вируса са овцете и козите. Заболяването се проявява и при диви видове чифтокопитни бозайници, представители на три семейства:
- Gazellinae - Газела Доркас
- Caprinae - Нубийски ибекс и Ларистански муфлон
- Hippotraginae - Гемсбок

При експериментални условия е установено, че боледуват и американски видове като Вирджински елен. Говеда, биволи, камили и свине боледуват безсимптомно и са предимно носители на заболяването.

## Епизоотология
Животните се заразяват при пряк контакт с болни. Най-честият начин за заразяване е посредством вдишване на вируса по аерогенен път. Изпражненията, секретите от носа и очите са богати на вируси и приемането на храна и вода, замърсени с тях, е също възможен начин на заразяване. В Африка заболяването се характеризира и със сезонност. Проявява се с пик през дъждовния и сухия сезон.

## Клинични признаци
Инкубационният период е в рамките на 3 до 7 дена. Заболяването започва с внезапна треска, като температурата достига до 40-41 °C. Засегнатите животни са депресирани и сънливи, козината им е настръхнала. От очите, носа и устата започва да изтича бистър секрет, който в резултат на вторична инфекция по-късно става по-гъст и жълт. Лигавицата на устата и очите се зачервява силно. Появява се епителна некроза под формата на малки точки до по-големи размери в областта на венците, устните, вътрешната повърхност на бузите и горната повърхност на езика. Некротичните области нарастват на брой и размер и се съединяват. Устната лигавица става бледа и покрита с отлюспени мъртви клетки, образуващи сиреновидна маса, съдържаща се в устата. Подобни изменения могат да се наблюдават и по лигавиците на носа, вулвата и вагината. Често устните се подуват и уголемяват, напукват се и се покриват със струпеи.
Два дена след етапа на треска се проявяват признаци на диария. При по-леки случаи на протичане тя може да не се прояви. Изпражненията са меки и воднисти, с неприятна миризма и могат за съдържат кръв и части от мъртва чревна тъкан. Засегнатите животни дишат учестено, тежко болните животни имат трудно и шумно дишане и мека болезнена кашлица. Кашлицата е признак на възникналата пневмония. Заболяването продължава с дехидратация на организма и последваща смърт 7 до 10 дни след появата на клинични признаци. Малка част от заболелите животни оздравяват след продължителен период на възстановяване.
Заболяването протича в свръхостра, остра и подостра до хронична инфекция. Свръхострата форма се наблюдава предимно при кози. При острото протичане на болестта се проявяват повечето от гореописаните признаци. Бременните заболели животни абортират. Подострото протичане се характеризира с развитие на пневмония.

## Диагноза
Диагнозата се основава на данните от епизоотологичното проучване, клиничните признаци, патологоанатомичните изменения, данни от лабораторните изследвания и диференциалната диагноза.

### Патологоанатомични изменения
Следсмъртните поражения се характеризират с възпалителни и гангренозни изменения в устата и стомашночревния тракт. Тялото е изтощено и дехидрирано. По устните има изпъкнали твърди струпеи, а в устата се откриват плитки ограничени ерозии. Подобни поражения могат да се наблюдават и по лигавицата на вулвата и вагината. Търбухът, мрежата и омазуса не са засегнати. Намират се кървящи ерозии в абомазуса, дванадесетопръстника и последните части на илеума. Най-тежки са пораженията в областта на илеоцекалната клапа. Лимфните възли, особено белодробните и мезентериалните, са едематизирани и уголемени. Белият дроб е с тъмночервен или морав цвят, твърд на пипане.

### Лабораторна диагноза
С лабораторната диагностика се цели доказване на наличието на вирус в заразеното животно или наличието на антитела в резултат на контакта на организма с вируса.
За лабораторна диагноза се изпращат тампонна проба от конюнктивални изтечения или наранена лигавица от областта на носа, бузите и ректума, стабилизирана с хепарин кръв, белодробни и мезентериални лимфни възли, далак, дебело черво и бял дроб.
За откриване на вируса се прилагат следните лабораторни методи:
- Антигенна детекция
  - Агар-гел имунодифузия
  - Имуноелектрофореза
  - Непряк флуоресцентен антителен тест
  - ELISA
  - Имунохистопатологичен
- Вирусна изолация и идентификация
  - В първични агнешки бъбречни клетки или клетъчни линии VERO
  - Вирус неутрализация
  - Електронна микроскопия
- Детекция на вирусната РНК
  - PPR-specific cDNA probes
  - Amplification by polymerase chain reaction (PCR)

От серологичните методи за доказване на наличието на антитела си използват следните методи:
- Вирус неутрализация(препоръчителен тест)
- Competitive ELISA
- Counter immunoelectrophoresis
- Агар гел имунодифузия
- Immunodiffusion inhibition test

### Диференциална диагноза
В диференциално-диагностично отношение трябва да се вземат предвид следните заболявания проявяващи се със сходни на PPR признаци:
- Пастьорелоза
- Контагиозна плевропневмония
- Син език
- Ектима
- Шап
- Болест Найроби
- Кокцидиоза
- Heartwater

## Лечение
Няма сигурно лечение на болестта. Възможно е използването на антибиотици с цел избягване на вторичната инфекция.

## Профилактика
Използва се ваксина с цел извършване на кръгова ваксинация около огнищата или с превантивна цел за предпазване от заболяване в дадена страна или нейна област. За избягване на разпространението на заболяването е нужен строг контрол при придвижването на животни, унищожаване на болните и дезинфекция.

## PPR като биологично оръжие
Аерозолното разпространение на вируса, високата заболяемост и изключително високата смъртност са причина вирусът да е причислен към тези, които биха могли да се използват като биологично оръжие.